# سیدریک ژیمنز
سیدریک ژیمنز (فرانسوی: Cédric Jimenez‎؛ زادهٔ ۲۶ ژوئن ۱۹۷۶) تهیه‌کننده، کارگردان و فیلم‌نامه‌نویس اهل فرانسه است. وی از سال ۲۰۰۳ میلادی تاکنون مشغول فعالیت بوده‌است.
از فیلم‌هایی که وی در آن‌ها نقش داشته‌است، می‌توان به کژدم، مردی با قلب آهنین و اتصال اشاره نمود.